# 勝利のオラース
『勝利のオラース』（仏: Horace victorieux）は、アルテュール・オネゲルがティトゥス・リウィウスの『ローマ建国史』に着想を得て作曲した黙劇である。

## 概要
1920年12月から1921年2月18日にかけて作曲されたが、スコアの完成は同年8月まで持ち越された（これはオネゲルが『ダヴィデ王』の作曲に全力を傾けていたためである）。作品は1921年10月31日にエルネスト・アンセルメが指揮したスイス・ロマンド管弦楽団によりローザンヌで初演された。初めは合唱が入る黙劇になるはずだったが、制作を手伝っていたフォーコネが急逝したことで、この作品を「交響的黙劇」に改訂することを余儀なくされた。オネゲルは、自分の作品の中で大変成功した作品であると述べている。

## 楽器編成
- フルート3（3番奏者はピッコロに持ち替え）
- オーボエ2
- コーラングレ1
- クラリネット2
- バスクラリネット1
- ファゴット2
- コントラファゴット1
- ホルン4
- トランペット3
- トロンボーン3
- チューバ1
- ティンパニ
- サスペンデッド・シンバル
- バスドラム
- タンバリン
- 銅鑼
- クレセル
- ハープ
- 弦五部

## 演奏時間
約20分。